# Федан, Николай
Николай Федан (ум. 12 марта 1920, станция Джанкой, Таврическая губерния, РСФСР) — участник севастопольского подполья в годы Гражданской войны.

## Биография

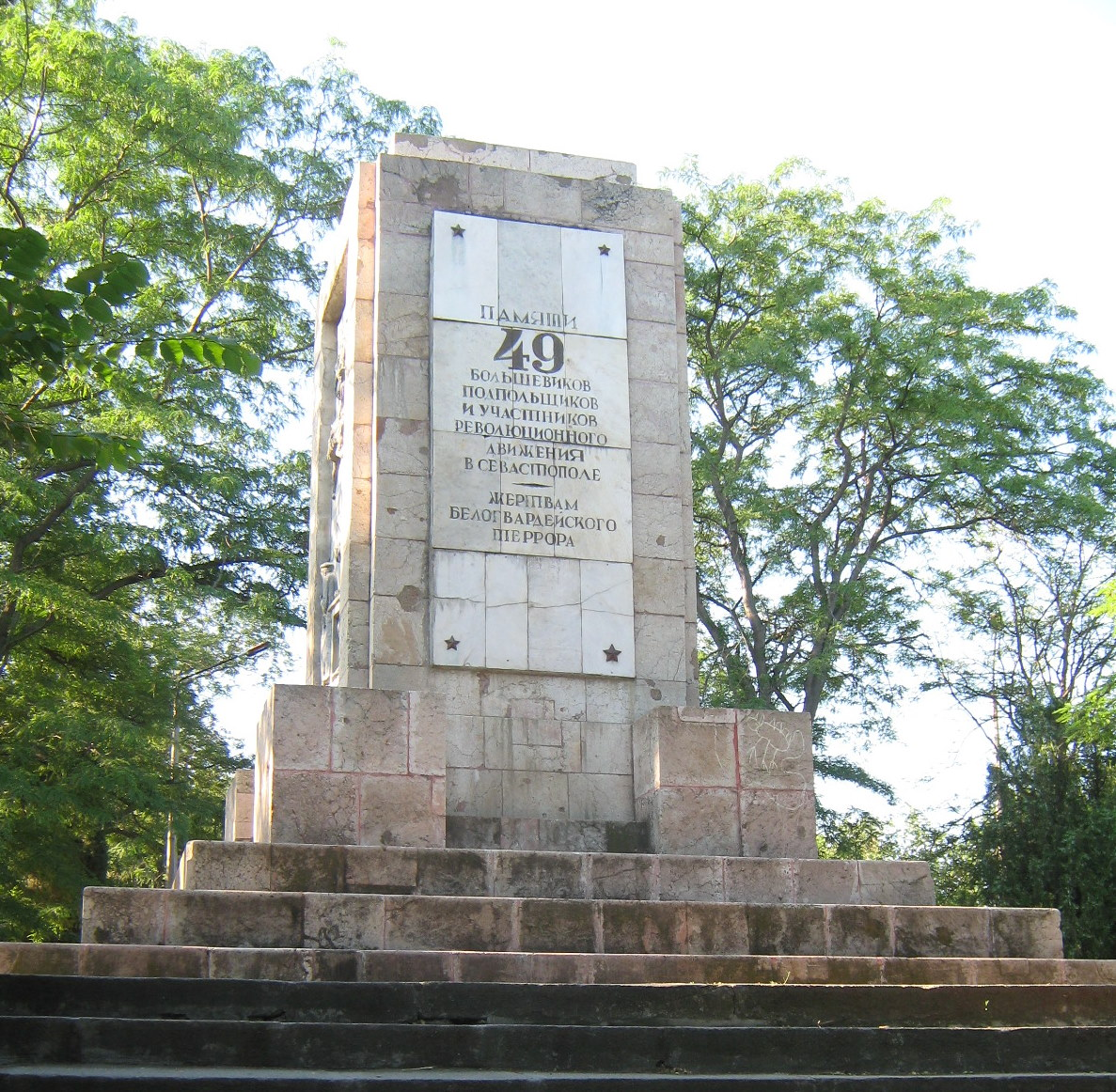
Памятник 49 коммунарам

В 1920 году работал на севастопольском портовом заводе. Во время оккупации Крыма Вооружёнными силами юга России (ВСЮР) состоял в севастопольском большевистском подполье.
5 марта 1920 года на квартире у портового рабочего Казимирова (по другим данным — Клепина) на Корабельной стороне Севастополя прошло совещание по окончательному утверждению плана восстания в Севастополе, на котором в полном составе присутствовал севастопольский оперативный штаб и представители военной подпольной организации. Но по доносу провокатора на заседание в момент его проведения напала контрразведка ВСЮР. После непродолжительной перестрелки был произведён арест пятерых человек из штаба подпольного ревкома (по другим данным — четырёх). Двоим удалось бежать. Ночью на 6 марта по подозрению в связи с большевиками арестовали ещё 28 человек. Военно-полевой суд, рассмотрев дела 10 из задержанных, приговорил троих к смертной казни, двоих к десяти годам каторги, пятерых оправдал. Однако генерал ВСЮР Я. А. Слащов не согласился с мягкостью приговора и распорядился перевезти всех десятерых на север Крыма на станцию Джанкой (город с 1926 года), где располагалась его штаб-квартира. Там по приказу Слащёва в ночь с 11 на 12 марта все они, в том числе и Николай Федан, были расстреляны. Останки Федана после Гражданской войны перезахоронены в братской могиле у южных ворот на кладбище Коммунаров в Севастополе. В 1937 году на ней по проекту архитектора М. А. Садовского воздвигнут памятник 49 коммунарам (указан как Федан Н.).